# Link bait
Link bait (traducido al castellano sería "cebo de enlaces" ) es un término en inglés que hace referencia a cualquier contenido o característica de un sitio web en que el usuario estimula a los visitantes a crear enlaces hacia él desde sus propias webs. Intentar generar este tipo de contenidos con frecuencia es empleado en tareas de posicionamiento en buscadores.
De las diferentes técnicas de link bait destacan:
- Proporcionar material descargable bajo licencias Creative Commons.
- Establecer listas de recomendaciones
- Son muy habituales los ataques a personas conocidas con el fin de mover a la opinión pública desfavorable a tu favor.
- Aspectos humorísticos /amarillistas
- Envío de notas de prensa con licencia Creative Commons.

Matt Cutts define este término como "cualquier cosa lo suficiente interesante para captar la atención de la gente".
El potencial del "link bait" en marketing es muy importante debido a su naturaleza viral.
A nivel SEO se define el Link baiting como la técnica web de crear un buen contenido, ya sea una historia, un vídeo, una imagen, un artículo de ayuda, una idea, una aplicación y promocionarlo adecuadamente para conseguir el mayor número de enlaces posible en un corto período de tiempo
El Link Baiting es una de las técnicas utilizadas por los SEOs para conseguir un rápido linkbuilding pero más difícil porque requiere de una alta capacidad creativa para que surta efecto.

## Maneras de hacerlink baiting
- Enviar correos electrónicos a amigos y conocidos que estén interesados en el tema para que viralicen la historia entre otras personas que disponen de página web.
- Ponerse en contacto con blogueros influyentes para llegar al máximo de usuarios posibles.
- Utilizar foros web y comunidades en línea.
- Utilizar las redes sociales como Facebook, Twitter y Google Plus.
- Promocionar la página web en espacios participativos y sociales con gran cantidad de visitas y participación diaria.
- Ofrecer contenido gratis a cambio de algo (una acción social o suscripción).